# Wuhua (Kunming)

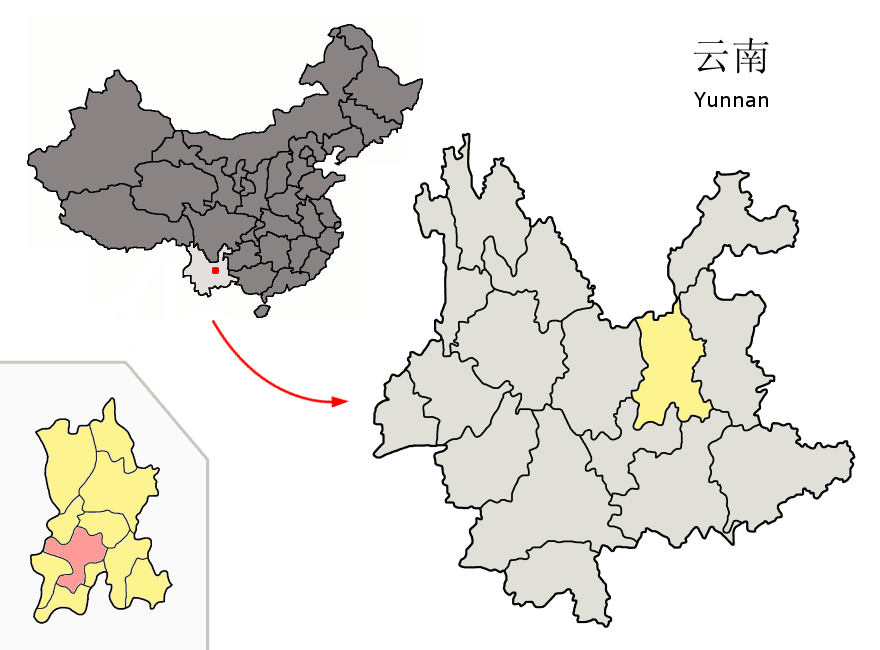
Lage des Gebiets der vier zusammenhängenden Stadtbezirke von Kunming (rosa) auf dem Gebiet der bezirksfreien Stadt Kunming (gelb)

Der Stadtbezirk Wuhua (chinesisch 五华区, Pinyin Wǔhuá Qū) ist ein Stadtbezirk der bezirksfreien Stadt Kunming, der Hauptstadt der chinesischen Provinz Yunnan. Er hat eine Fläche von 406,9 km² und zählt 1.143.085 Einwohner (Stand: Zensus 2020).

## Administrative Gliederung
Auf Gemeindeebene setzt sich der Stadtbezirk aus neun Straßenvierteln und zwei Gemeinden (davon eine Nationalitätengemeinde) zusammen. Diese sind:
- Straßenviertel Huashan 华山街道
- Straßenviertel Huguo 护国街道
- Straßenviertel Daguan 大观街道
- Straßenviertel Longxiang 龙翔街道
- Straßenviertel Fengning 丰宁街道
- Straßenviertel Lianhua 莲华街道
- Straßenviertel Hongyun 红云街道
- Straßenviertel Heilinpu 黑林铺街道
- Straßenviertel Pujie 普吉街道

- Gemeinde Shaolang der Bai 沙朗白族乡
- Gemeinde Changkou 厂口乡